# 다이하쿠구
다이하쿠구(일본어: 太白区)는 일본 미야기현 센다이시를 구성하는 5개 구 중 하나로, 합병 이전 구 센다이시의 남서부와 구 나토리군 아키우정으로 이루어져 있다.

## 지리
구역은 동서로 길게 뻗어 있으며 동단은 나토리강과 그 지류인 히로세강으로 구분된다. 동부는 센다이 평야의 일부로 센다이와 가까운 쪽에 구의 중심 시가지인 나가마치 부도심이 있다. 나토리강을 사이에 두고 그 남쪽 미나미센다이역 부근에도 시가지가 퍼져 있다. 동단부는 논지대이고 서부는 나토리강 유역의 산지로 야마가타현과 접하는 아키호 지구이다.

## 역사
- 1928년 4월 - 센다이시가 나토리군 나가정을 편입하였다.
- 1932년 10월 - 나토리군 니시타가촌을 편입하였다.
- 1941년 9월 - 나토리군 나카타촌을 편입하였다.
- 1956년 4월 - 나토리군 오이네촌을 편입하였다.
- 1988년 3월 1일 - 나토리군 아키우정을 편입하였다.
- 1989년 4월 1일 - 센다이시의 정령지정도시 지정과 함께 다이하쿠구가 설치되었다. 구역은 대체로 히로세강 이남에 해당하며 센다이시에 편입한 옛 정촌 지역과 옛날부터 센다이시에 속했던 아타고야마를 더한 것이다.

## 교통

### 철도
- 동일본 여객철도 도호쿠 본선
- 센다이시 지하철 난보쿠선

### 도로
- 도호쿠 자동차도
- 센다이 남부도로
- 국도 4호선
- 국도 286호선
- 국도 457호선